# Сантандер (комарка)
Сантандер (исп. Comarca de Santander) — район (комарка) в Испании, входит в провинцию Кантабрия в составе автономного сообщества Кантабрия.

## Муниципалитеты
1. Эль-Астильеро
2. Камарго (Кантабрия)
3. Мьенго
4. Пенагос
5. Пьелагос
6. Санта-Крус-де-Бесана
7. Сантандер
8. Вильяэскуса (Кантабрия)